# CITICパシフィック
CITICパシフィック（中国語:中信泰富、英語:CITIC Pacific）は香港を拠点に活動するコングロマリット。香港証券取引所（証券コード:0267）に上場。
主要業務は自動車関連サービス、インフラストラクチャー、情報業務、不動産などへの投資。

## 沿革
- 1985年1月8日 - 中国国際信託投資公司（CITIC）によって設立。
- 1986年2月26日 - 香港証券取引所に上場。
- 1990年 - スワイヤー・グループ、キャセイ・パシフィック航空と共に香港ドラゴン航空の株式の89%を取得。
- 1992年 - 香港ハンセン株価指数構成銘柄に採用。
- 2007年10月17日 - 傘下の大昌行（ダーチョンホン）が香港証券取引所に上場。（証券コード:1828）
- 2015年1月9日 - 同社の組成ファンドを通じて系列化していた元住友金属グループの陶磁器メーカー・鳴海製陶を日本の同業大手・石塚硝子に売却。